# Đại bàng ăn cá Madagascar
Đại bàng ăn cá Madagascar hay Đại bàng biển Madagascar (tên khoa học Haliaeetus vociferoides) là một loài chim săn mồi lớn thuộc chi đại bàng biển trong họ Accipitridae.. Chúng chỉ được tìm thấy ở khu rừng khô rụng lá Madagascar.

## Mô tả
Đây là đại bàng biển cỡ vừa, dài 60–66 cm, và với sải cánh dài 165–180 cm. Chúng có cơ thể và đôi cánh màu nâu sẫm, màu nâu nhạt ở đầu và đuôi màu trắng, còn chân màu xám nhạt. Con đực nặng 2,2-2,6 kg, trong khi những con cái lớn hơn một chút, khoảng từ 2,8 -3,5 kg. Chúng có mối quan hệ gần gũi với loài đại bàng ăn cá châu Phi, chúng tạo ra một dòng riêng biệt của chi đại bàng biển.
Đây là loài đặc hữu của Madagascar, với số lượng còn rất ít sinh sống dọc theo bờ biển phía tây của hòn đảo. Các mối đe dọa chính là từ môi trường sống của nó bị thay đổi bởi: phá rừng để trồng trọt sản xuất nông nghiệp, xói mòn đất, ô nhiễm, cùng với đó là việc thức ăn chính của chúng là cá bị giảm sút bởi tình trạng khai thác của con người khiến nó trở thành loài đang đứng bên bờ vực tuyệt chủng.

## Phân bố
Loài này chỉ thấy ở bờ biển phía Tây bắc của Madagascar. Ước tính hiện tại chúng chỉ có khoảng hơn 100 cặp chim bố mẹ, với số lượng khoảng 250 cá thể. Đây được coi là một trong những loài chim hiếm nhất thế giới.